# César Barre
César Edward Barre Padilla (Manta, Manabí, Ecuador, 13 de marzo de 1983). es un exfutbolista ecuatoriano. Ahora actúa para la selección de Ecuador en la disciplina de Fútbol Playa

## Trayectoria
César Barre inició su carrera como futbolista en las divisiones inferiores del Brasilia de Esmeraldas, debutó en Delfín de Manta en 2001 con 18 años, es el máximo goleador del Ídolo de Manta con 124 goles (55 en las mayores del club).

## Clubes
| Club                        | País    | Año       | PJ | Goles |
| --------------------------- | ------- | --------- | -- | ----- |
| Brasilia                    | Ecuador | 2000      | 15 | 10    |
| Delfín SC                   | Ecuador | 2001-2003 | 16 | 0     |
| Liga de Portoviejo (Cedido) | Ecuador | 2003      | 16 | 7     |
| Delfín SC                   | Ecuador | 2004-2007 | 86 | 33    |
| Halley                      | Ecuador | 2007      | 17 | 16    |
| Técnico Universitario       | Ecuador | 2008      | 3  | 0     |
| Manta FC                    | Ecuador | 2008      | 14 | 0     |
| Grecia                      | Ecuador | 2009      | 30 | 8     |
| Liga de Loja                | Ecuador | 2010-2011 | 49 | 10    |
| Liga de Portoviejo          | Ecuador | 2011      | 7  | 0     |
| Espoli                      | Ecuador | 2012      | 3  | 1     |
| Delfín SC                   | Ecuador | 2012      | 28 | 22    |
| Fuerza Amarilla             | Ecuador | 2013      | 34 | 37    |
| Grecia                      | Ecuador | 2014      | 3  | 1     |
| Delfín SC                   | Ecuador | 2014-2015 | 29 | 10    |
| CD Olmedo                   | Ecuador | 2016      | 6  | 0     |
| Juventud Italiana           | Ecuador | 2017      | 3  | 0     |
| Malecón Santa Ana           | Ecuador | 2018      | 1  | 0     |

## Palmarés

### Campeonatos nacionales
| Título             | Club         | País    | Año  |
| ------------------ | ------------ | ------- | ---- |
| Serie B de Ecuador | Manta FC     | Ecuador | 2008 |
| Serie B de Ecuador | Liga de Loja | Ecuador | 2010 |